# Gilbert Bloch
Pour les articles homonymes, voir Bloch.
Gilbert Bloch, né le 20 avril 1920 à Paris et mort pour la France le 8 août 1944 lors de l’attaque du maquis de Vabre (Tarn), est un polytechnicien et résistant français. Son alias est Patrick Maki dans la Résistance française.

## Biographie
Gilbert Bloch est né le 20 avril 1920,,,à Paris. Il a un frère, Yves, né en 1917 et mort en 1935.
Il est le fils de René Bloch, décédé en 1935, et d'Alice Blondel, déportée de Drancy à Auschwitz, par le convoi n° 69, en date du 7 mars 1944,.
Son grand-père est président de la communauté juive de Nancy. Son père est maire-adjoint du 16e arrondissement de Paris.
Il est apparenté à Hélène Basch, ainsi qu'à son mari, Victor Basch, cofondateur et président de la Ligue des droits de l'homme, tous deux assassinés par la milice.

### .Seconde Guerre mondiale
Polytechnicien de la promotion de 1939, il doit interrompre ses études à cause de la Seconde Guerre mondiale. Il est exclu de l'École Polytechnique en raison des lois antisémites.

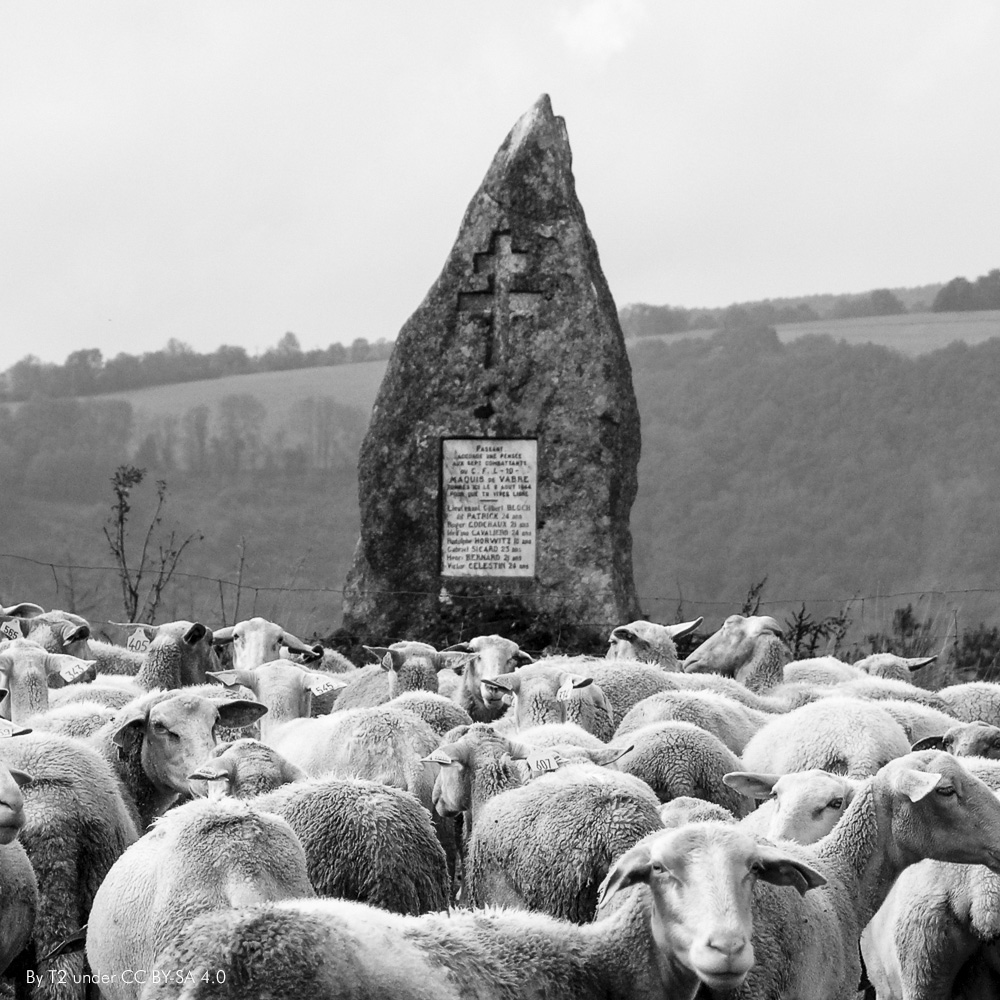
Stèle de Laroque : « Passant,
Accorde une pensée aux sept combattants du C.F.L. 10 - Maquis de Vabre tombés ici
le 8 août 1944 pour que tu vives libre. Lieutenant Gilbert BLOCH dit Patrick, 24 ans ; Roger GODCHAUX, 21 ans ; Idelfino CAVALIERO, 24 ans ; Rodolphe HORWITZ, 18 ans ; Gabriel SICARD, 23 ans ; Henri BERNARD, 21 ans ; Victor CELESTIN, 24 ans »

Il prend contact avec les Éclaireuses et éclaireurs israélites de France à Lyon, puis à Grenoble. Il dirige l'école de Lautrec (Tarn), en novembre 1942 et jusqu'à la dispersion du chantier rural en 1943.
Gilbert Bloch prend la direction de la compagnie Marc-Haguenau au maquis de Vabre et Robert Gamzon se charge des relations avec les autres maquis. Le 8 août 1944, lors de l’attaque des maquis de La Roque et Lacado, alors lieutenant, il est tué au cours d'un combat avec un détachement blindé allemand qui attaque Virgule le terrain de parachutage des Maquis de Vabre. Gilbert Bloch ordonne à ses maquisards de se replier pendant qu'il riposte à l'avancée allemande. Il est tué lors des combats et retrouvé dans la position du tireur couché avec huit balles dans le corps.
Gilbert Bloch est inhumé dans le cimetière village de Viane (Tarn), commune de sa mort.

## Distinctions
- Médaille de la Résistance
- Croix de guerre à titre posthume